# Cảnh Ninh
Cảnh Ninh (tiếng Trung: 景寧畲族自治縣, Hán Việt: Cảnh Ninh Xa tộc Tự trị huyện) là một huyện tự trị thuộc địa cấp thị Lệ Thủy, tỉnh Chiết Giang, Cộng hòa Nhân dân Trung Hoa. Huyện này có diện tích 1950 km2, dân số 180.000 người. Mã số bưu chính là 323500. Huyện lỵ huyện này đóng ở số 19 đường Tiền Tây, trấn Hạc Khê. Huyện Cảnh Ninh có các đơn vị hành chính trực thuộc gồm 5 trấn (Hạc Khê, Anh Xuyên, Bột Hải, Đông Khanh, Sa Loan), 19 hương, 4 xã khu, 4 khu dân cư, 283 thôn hành chính.